# Siegfried Philippi
Siegfried Philippi, nato Siegfried Salomon Philipp (Lubecca, 31 luglio 1877 – Berlino, 1936), è stato un regista e sceneggiatore tedesco del cinema muto che aveva iniziato la sua carriera a teatro.
Era sposato con l'attrice Lissy Lind.

## Filmografia

### Regista
- Der Schmuck der Herzogin (1916)
- Der Weiberfresser (1918)
- Das Adoptivkind (1918)
- Madeleine (1919)
- Tänzerin Tod (1920)
- Zwischen Nacht und Morgen (1920)
- Sinnesrausch (1920)
- Mord... die Tragödie des Hauses Garrick (1920)
- Im Banne der Suggestion (1920)
- Die Frau in den Wolken (1920)
- Das schleichende Gift (1920)
- Die schwarze Spinne (1921)
- Der Herr aus dem Zuchthaus (1922)
- Giorni tristi (Versunkene Welten) (1922)
- Das Geschöpf (1924)
- Das Spiel mit dem Schicksal (1924)
- Die Mühle von Sanssouci, co-regia di Frederic Zelnik (1926)
- An der Weser (hier hab' ich so manches liebe Mal...) (1927)
- Die Tochter des Kunstreiters (1927)
- Das Fräulein aus Argentinien (1928)
- Herbstzeit am Rhein (1928)
- Heut' war ich bei der Frieda (1928)
- Der Herr vom Finanzamt (1929)
- Hütet euch vor leichten Frauen (1929)
- Wenn du noch eine Heimat hast (1930)

### Sceneggiatore
- Der Schmuck der Herzogin, regia di Siegfried Philippi (1916)
- Höhenluft, regia di Rudolf Biebrach (1917)
- Der Weiberfresser, regia di Siegfried Philippi (1918)
- Das Adoptivkind
- Madeleine, regia di Siegfried Philippi (1919)
- Sinnesrausch, regia di Siegfried Philippi (1920)
- Mord... die Tragödie des Hauses Garrick, regia di Siegfried Philippi (1920)
- Im Banne der Suggestion, regia di Siegfried Philippi (1920)
- Die Frau in den Wolken, regia di Siegfried Philippi (1920)
- Die andere Welt
- Die schwarze Spinne, regia di Siegfried Philippi (1921)
- Der Herr aus dem Zuchthaus, regia di Siegfried Philippi (1922)
- Briefe, die ihn nicht erreichten, regia di Friedrich Zelnik (1925)
- Die Mühle von Sanssouci, regia di Siegfried Philippi e Frederic Zelnik (1926)
- Der Meineidbauer, regia di Jacob Fleck, Luise Fleck (1926)
- Das war in Heidelberg in blauer Sommernacht, regia di Emmerich Hanus (1927)
- An der Weser (hier hab' ich so manches liebe Mal...), regia di Siegfried Philippi (1927)
- Liebesreigen, regia di Rudolf Walther-Fein, Rudolf Dworsky (1927)
- Das Fräulein aus Argentinien, regia di Siegfried Philippi (1928)
- Heut' war ich bei der Frieda, regia di Siegfried Philippi (1928)
- Die Lindenwirtin, regia di Georg Jacoby (1930)
- Husarenliebe, regia di Carl Heinz Wolff (1932)

### Direttore della fotografia
- Der Meineidbauer, regia di Jacob Fleck, Luise Fleck (1926)